# ابوالعلاء سهلوی
ابوالعلاء صاعد سَهلَوی (۱۰۶۶–۱۱۴۵م) (نسب: صاعد بن محمد بن حسین بن علی، سهلوی سرخسی) محدث و فقیه خراسانی ایرانی بود. در مرو، سرخس و نیشابور حدیث آموخت. سمعانی از وی در سرخس کتابت حدیث داشته است و او را ستوده است.